# Johan Edholm
Johan Richard Edholm, född 30 januari 1961, är en svensk operasångare (baryton) och kyrkomusiker.
Johan Edholm har avlagt kyrkomusikerexamen som kantor och var anställd som kyrkomusiker i Bromma församling 1986–2012. Han har hållit orgelkonserter i flera kyrkor i Stockholm. Han har dirigerat verk som Bachs Juloratorium 1–6 och Händels Messias. Inom kyrkomusiken har han vidare medverkat i verk av exempelvis Haydn, Beethoven, Mozart och Verdi. Edholm var en återkommande gästdirigent hos Stockholms Motettkör. Med sin egen kör Bromma Motettkör gjorde han flera utlandsturnéer och konserter. I elva år i rad satte han upp nya musikaler med Bromma församlings barnkör Mini Brummarna.
Edholm antogs som elev på Operahögskolan 1990 och debuterade som Shaunard i Puccinis La Bohème på Kungliga Operan i Stockholm 1994. Sedan dess är han solist där.
Han har  också uppträtt på Dalhalla, på Vasateatern,  Ulriksdals slottsteater och Göteborgsoperan, Folkoperan i Stockholm, i Nyslott, på Operahuset i Oslo, Norrköpings konserthus, Linköpings konserthus, Stockholms konserthus, 
Berwaldhallen, Confidencen, Södra Teatern, Norrlandsoperan, Gävleteatern, i Uppsala konserthus,  Helsingborgs konserthus, Västerås konserthus, Malmö konserthus, Sundsvalls stadshus och många kyrkor i Sverige. 
Edholm utsågs till Gunn Wållgren-stipendiat 2010. Han har 2011 även fått Set Svanholm-stipendiet, Josef Herou-stipendiet 2019 och Anders Walls stipendium samt stipendier från Stiftelsen Karl-Axel Rosenqvists fond och Svenska Frimurare Orden. År 2005 emottog han Operavännerna vid Kungliga Operan i Stockholms stora stipendium. 

## Roller i urval
- Wotan i Richard Wagners Rhenguldet och i Valkyrian
- Gunther i Richard Wagners Ragnarök
- Telramund i Richard Wagners Lohengrin
- Don Alfonso i Wolfgang Amadeus Mozarts Così fan tutte
- Leporello och Masetto i Wolfgang Amadeus Mozarts Don Giovanni
- Scarpia i Giacomo Puccinis Tosca
- Marcel i Giacomo Puccinis La Bohème
- Schaunard i Giacomo Puccinis La Bohème
- Sharpless i Giacomo Puccinis Madama Butterfly
- Figaro och Greven i Wolfgang Amadeus Mozarts Figaros bröllop
- Jago i Giuseppe Verdis Otello
- Escamillo i Georges Bizets Carmen
- Greven i Richard Strauss Capriccio
- Jochanaan och en soldat Richard Strauss Salome
- Orestes i Richard Strauss Elektra
- Lindorf, Coppelius, Mirakel och Dapertutto i Jacques Offenbachs Hoffmanns äventyr
- Ramiro i Maurice Ravels Spanska timmen
- Nick Shadow i Igor Stravinskijs Rucklarens väg
- Översteprästen i Camille Saint-Saëns Simson och Delila